# Операція «Епсом»
Операція «Епсом» (англ. Operation Epsom) — наступальна операція британських сил під час битви за Кан у період з 26 по 30 червня 1944 року. Метою операції ставилося оточити німецькі війська в місті Кан.
Після невдачі операції «Перч» та розгрому під Вілле-Бокаж, командування 2-ї британської армії перейшло до підготовки до чергового великого наступу на Кан, операції під назвою «Епсом». Напередодні, 25 червня, 30-й корпус розпочав операцію «Матліт», підготовчу фазу до операції «Епсом», маючи завданням захоплення узвишшя Рорей, населених пунктів Фонтене-ле-Пенель, Тессель, Бреттевіль і Жувіньї-сюр-Сель.
26 червня 8-й корпус, після потужної вогневої підготовки наступу, розпочав основну фазу операції «Епсом», намагаючись опанувати висоти навколо Бреттвіль-сюр-Лез південніше Кана. I та 30-й корпуси діяли на другорядних напрямках, сковуючи сили вермахту по всій лінії зіткнення. Протягом наступних двох днів британські частини вибили німецькі війська на значній площі та подолавши Одон, створили плацдарми на східному березі річки. До 30 червня сторони вели затяті бої за утримання вигідних позицій та вводили в бій свої резерви, намагаючись поліпшити стан своїх військ. Ціною застосування своїх останніх резервів німці змогли зупинити британський наступ. Однак, під час битви командування вермахту виснажило свої сили, більше резервів для удару по плацдармах у Нормандії, як це планувалося німцями, у них не лишилося. Більш того, усі наявні німецькі танкові війська билися на канському напрямку й не могли бути перекинути проти 1-ї американської армії.

## Історія

### Передумови
Місто Кан займало стратегічно вигідну позицію в смузі висадки морського десанту союзників і грало виняткову роль у системі транспортних комунікацій на нормандському узбережжі Франції. Місто було, по-суті, головною зв'язувальною ланкою між півостровом Котантен та Францією. Тому, за планом вторгнення, важливість захоплення Кана визначалася на усіх рівнях командування, як найголовніше завдання для британців, тому що заволодіння цим містом відкривало шляхи для подальшого просування союзників у загальному напрямку на Париж.
6 червня 1944 року, в День Д, на розташований на найсхіднішому фланзі всієї зони висадки союзних військ, за 12 км від Кана плацдарм «Сорд», висадилася 3-тя британська піхотна дивізія, посилена 27-ю окремою танковою бригадою, 1-ю бригадою спеціальних операцій (з французькими командос) і додатковими силами, в тому числі підрозділами 79-ї бронетанкової бригади.

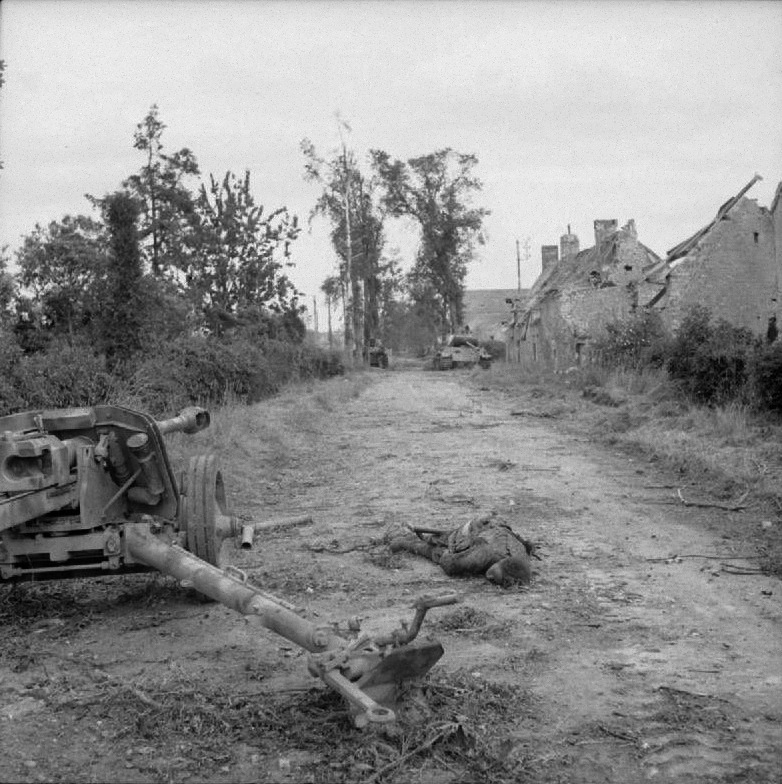
Підбита німецька 75-мм протитанкова гармата Pak 40. На задньому плані — підбитий німецький танк Panzer V «Пантера» на вулицях Фонтене-ле-Пенель Операція «Епсом». 25 червня 1944

Підрозділи 15-ї шотландської дивізії висуваються на рубежі переходу в атаку перед початком операції. Червень 1944

Втім, 3-тя дивізія, зіткнувшись з опором німецької 21-ї танкової дивізії, не змогла здобути Кан у перший день десантної операції, як це було визначено планом операції «Нептун». Наступного дня командування 2-ї британської армії, посиливши свої сили та здійснивши перегрупування ударного ешелону розпочало операцію «Перч», намагаючись спочатку оточити Кан, а потім оволодіти містом і зачистити його від німців. I корпус охоплював місто з північно-східного напрямку, XXX британський корпус обходив Кан з південно-західного напрямку.
Війська I корпусу були зупинені 21-ю танковою дивізією, а атака XXX корпусу західніше від Кана була зупинена перед Тії-сюр-Сель підрозділами танкової дивізії «Лер» генерал-лейтенанта Ф. Баєрляйна. Частина 7-ї бронетанкової дивізії, скориставшись проміжком у німецькій обороні поблизу Комон-л'Еванте, опанувала Вілле-Бокаж. Однак, унаслідок танкового бою за цей населений пункт авангард 7-ї бронетанкової дивізії потрапив у засідку, зазнав великих втрат і до 17 червня був вибитий з міста. Лінія зіткнення сторін стабілізувалася на здобутих рубежах та позиціях, британські та німецькі війська розпочали маневр силами та засобами, маючи за мету поліпшення свого положення.

### Планування

#### Німецький задум
20 червня командувач групи армій «B» генерал-фельдмаршал Ервін Роммель отримав наказ Гітлера розпочати контрнаступ проти союзників між містами Комон-л'Еванте та Сен-Ло. Метою наступу було пробити коридор між американським та британським плацдармами, зайняти місто Байо (взято британськими військами 7 червня) та вийти на узбережжя на цьому напрямку, розбивши противника на дві частини. Для виконання завдання контрнаступальної операції виділялося п'ять танкових дивізій: чотири танкові дивізії СС та одна сухопутних військ. II танковий корпус СС СС-обергруппенфюрера Пауля Гауссера, що складався з 9-ї танкової дивізії СС «Гогенштауфен» СС-группенфюрера Вільгельма Біттріха та 10-ї танкової дивізії СС «Фрундсберг» СС-бригадефюрера Гайнца Гармеля, котрі нещодавно прибули зі Східного фронту, наступав у першому ешелоні ударного угруповання. 1-ша танкова дивізія Лейбштандарте-СС «Адольф Гітлер» СС-бригадефюрера Теодора Віша, 2-га танкова дивізія СС «Дас Райх» СС-бригадефюрера Гайнца Ламмердінга та 2-га танкова дивізія вермахту генерал-лейтенанта Генріха фон Лютвіца наступали в другому ешелоні. Основними танками в цих формуваннях були Pz-IV та «Пантери», яких підтримували штурмові гармати «штурмгешуц» та незначна кількість важких танків «Тигр».

#### Британський задум
18 червня генерал Монтгомері видав командувачу 2-ї британської армії Майлзу Демпсі розпорядження розпочати підготовку до нового наступу з метою захоплення Кана. За планом операції «Епсом» через чотири дні I та XXX корпуси мали атакувати на захід від Кана, перш ніж 22 червня VIII корпус не завдасть головного удару з плацдарму на річці Орн, у загальному напрямку на схід від Кана. Однак, незабаром стало зрозуміло, що VIII корпус не зможе сконцентрувати визначену кількість військ на невеликому Орнському плацдармі, отже наступного дня план було переглянуто. Перша частина наступу мала розпочатися за три дні до головного штурму. 51-ша (Високогірська) піхотна дивізія (I корпус) отримала наказ завдавати удар на південь від Орнського плацдарму, щоб запобігти підрозділам 21-ї танкової дивізії німців здійснити маневр. Паралельно, за день до початку операції «Епсом» вступав у дію план операції «Марлет», за яким 49-та (Вестрайдська) піхотна дивізія з 8-ю бронетанковою бригадою починала наступ, маючи за мету захопити висоти південно-західніше плацдарму та в такій спосіб забезпечити правий фланг VIII корпусу.
Основну роль в операції «Епсом» відводили новоприбулому VIII корпусу лейтенант-генерала Річарда О'Коннора. VIII корпус, що складався з 60 244 осіб, розпочинав наступ з плацдарму, захопленого та утримуваного 3-ю канадською піхотною дивізією. Кінцевою метою наступу були узвишшя поблизу Бреттвіль-сюр-Лез, південніше Кана. Вогневу підтримку VIII корпусу забезпечували 736 гармат, а також корабельна артилерія трьох крейсерів та монітора «Робертс». Підтримку з повітря в ході операції мали забезпечити 250 бомбардувальників Королівських ПС.
За результатами успішності наступу VIII корпусу, згодом мав перейти в атаку I корпус, який одночасно розпочинав дві операції з підтримки, під кодовими назвами «Аберлур» та «Оттава». За першою сили 3-ї британської піхотної дивізії, за підтримки канадської піхотної бригади, переходили в наступ з півночі на Кана; за планом «Оттава» 3-тя канадська піхотна дивізія та 2-га канадська бронетанкова бригада просувалися на селище та аеродром Карпіке. Спочатку планувалося розпочати наступ 22 червня, але «Епсом» була відкладено до 26 червня, через брак сил та техніки.

### Операція «Матліт»
О 4:15 25 червня 49-та (Вестрайдська) піхотна дивізія, підтримувана 8-ю бронетанковою бригадою та 250 гарматами, розпочала операцію «Матліт», завдавши удару на стику танкової дивізії «Лер» та 12-ї танкової дивізій СС. Відразу зав'язався бій на перший визначений на напрямку наступ дивізії об'єкт — муніципалітет Фонтене-ле-Пенель, який точився протягом усього дня, але впертий опір солдатів вермахту та Ваффен-СС перешкоджав його захопленню. Бої тривали з перемінним успіхом, але до вечора 49-та дивізія так і не змогла дістатися до селища Роре, залишивши місцевість, що домінувала над правим флангом VIII корпусу під контролем противника. В результаті бої перетворилися на серію запеклих бойових дій між британцями та німцями, які завершилися аж 1 липня 1944, коли підрозділи 49-ї дивізії зазнали потужної атаки бойової групи зі складу 2-ї танкової дивізії СС й були змушені відступити.

### Битва

Операція «Епсом». 26 червня 1944

#### 26 червня
Рано-вранці 26 червня війська VIII корпусу лейтенант-генерала Річарда О'Коннора розпочали атаку. Британському наступу завадили погані погодні умови — дощ, що пройшов напередодні над полем бою, перетворив його на болото — що значно ускладнило початок наступальної операції. До того ж, британська авіація не змогла повною мірою підтримати наступ, лишень 83-тя авіаційна група Королівських ПС, що базувалася в Нормандії, спромоглася здійснити повноцінну повітряну підтримку сухопутних частин, решта літаків, котрі базувалися на аеродромах Англії, не піднялися в повітря через навислий там густий туман, отже заплановане раніше потужне бомбардування німецьких позицій не вдалося.

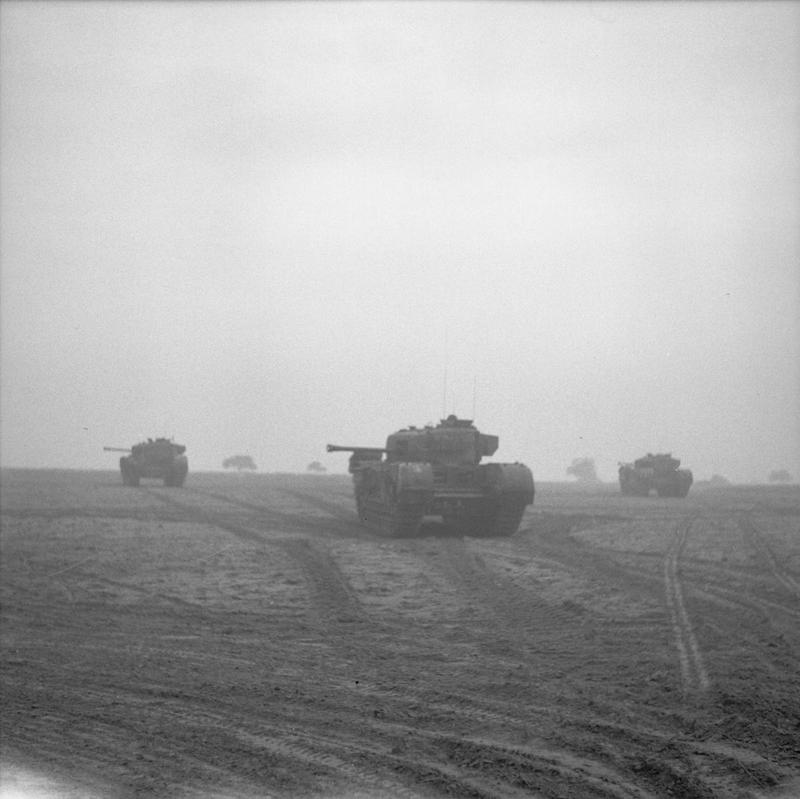
Британські танки висуваються на рубіж переходу в атаку. Операція «Епсом». 25/26 червня 1944

О 6:35 ранку 49-та піхотна дивізія продовжила виконання операції «Матліт», попри те, що майже вся артилерія, що підтримувала дії дивізії, була передана для підтримки основної операції «Епсом». Німецьким військам спочатку вдалося сповільнити просування британців, а потім і завдати танковий контрудар у відповідь. Спочатку їхня контратака вдалася, але незабаром приспіли британські танки і обидві сторони зійшлися на вузькій ділянці фронту в боях. Близько полудня командир 12-ї танкової дивізії СС «Гітлерюгенд» СС-штандартенфюрер Курт Меєр, війська якого відбивали британську атаку, отримав інформацію, що східніше його позицій у наступ перейшли значно більші сили британців. Йому довелося терміново скасувати контратаку і наказати своїм танковим підрозділам повернутися на позиції на південь від селища Роре. Це значно полегшило положення 49-й дивізії, отже до кінця дня дивізія зупинилася вже трохи північніше Роре.
О 7:30 44-та і 46-та піхотні бригади 15-ї шотландської піхотної дивізії за підтримки 31-ї танкової бригади під прикриттям вогневого валу 344 гармат перейшли в наступ зі своїх вихідних позицій.

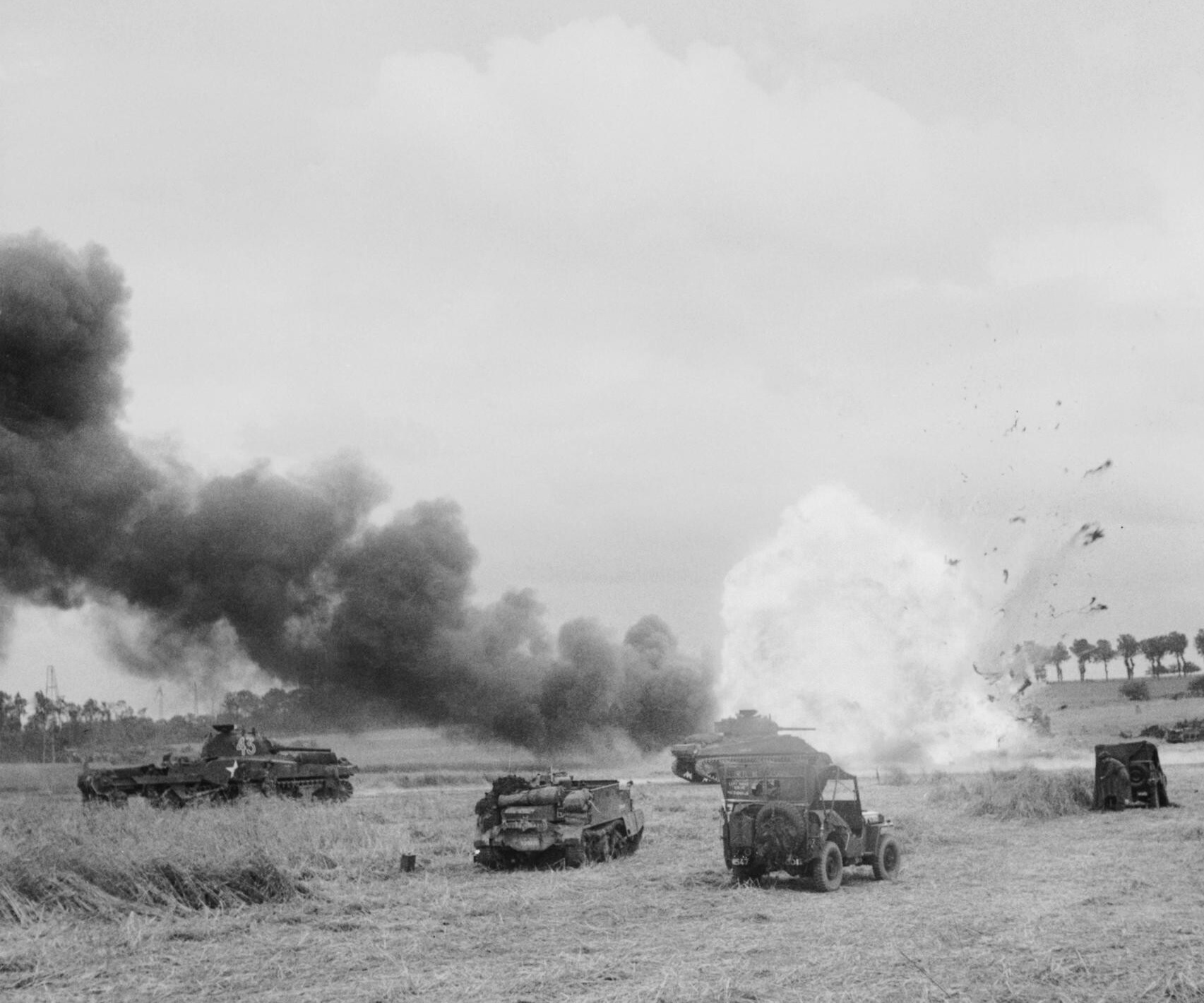
Бойові дії на підступах до Кана. Вибух вантажівки з боєприпасами 11-ї бронетанкової дивізії. Операція «Епсом». 26 червня 1944

Підрозділам 46-ї бригади довелося атакувати спочатку без танкової підтримки, тому що її танки згаяли чимало часу, обходячи мінні поля та міни-пастки на підступах до села Ле-Меній-Патрі. В процесі наступу частці піхотних формувань довелося долати місцями незначний опір німецьких військ, водночас 9-й батальйон «Камеронці» натрапив на панцергренадерів «Гітлерюгенда», які після артилерійської підготовки атаки дали можливість противнику підійти ближче і лише потім відкрили вогонь практично впритул. О 10:00 до піхоті підійшли її танки, і до полудня обидва батальйони продовжили битися за їх головні цілі — села Ше і Ле-От-дю-Бок.
44-та бригада, долаючи неорганізований слабкий опір противника, просувалася вперед за підтримки танків. З 8:30 і 9:30 ранку перший ешелон дивізії — два шотландські батальйони — вийшли на підступи до своєї першої цілі — сіл Сен-Манв'є-Норре і Ла-Голь. За населені пункти зав'язався вуличний бій, який іноді переходив у серйозні рукопашні сутички. Двічі танки і піхота 12-ї і 21-ї есесівських дивізій спробували контратакувати, але обидва рази їхні контратаки були відбиті за допомогою інтенсивного артилерійського вогню британців. Основний спротив британцям на цьому напрямку чинили 1-й батальйон 26-го панцергренадерского полку (вже майже повністю розбитий) і інженерний батальйон дивізії. Німецькі війська, що засіли в селі Роре, змогли накрити наступаючі британські бригади артилерійським і танковим вогнем, спричинивши значних жертв і руйнувань, особливо в селі Ше.
О 12:50 один батальйон розвідувального полку 11-ї бронетанкової дивізії отримав наказ, діючи в ролі передового загону танкової бригади, прорватися та захопити мости через річку Одон. Батальйон, обходячи мінні поля, долаючи завали на дорогах та осередки німецького опору, лише до 14:00 прорвався до визначеного району. Британські танки вийшли до височини на південь від Ше, де вступили в бій з танками 21-ї танкової дивізії вермахту і 12-ї танкової дивізії СС, а також важкими танками «Тигр» 3-ї роти 101-го важкого танкового батальйону СС. Під час бою до кінця дня британська дивізія втратила 21 бойову машину. Близько 18:00 в бій вступила 227-ма піхотна бригада 15-ї шотландської піхотної дивізії. Дві роти зі складу 1-го батальйону полку «Гордонських гірян» прорвали німецькі позиції північніше Кольвіля, але німецькі контратаки, що відбулися незабаром, призвели до того, що роти опинилися відрізаними від решти британських військ. Після важких сутичок одній роті вдалося прорватися назад і вийти до свого батальйону. Натиск британців був настільки потужним, що фельдмаршалу Роммелю, щоб зупинити їх наступ того дня, довелося кидати на підтримку усі наявні доступні частини 2-го танкового корпусу СС.

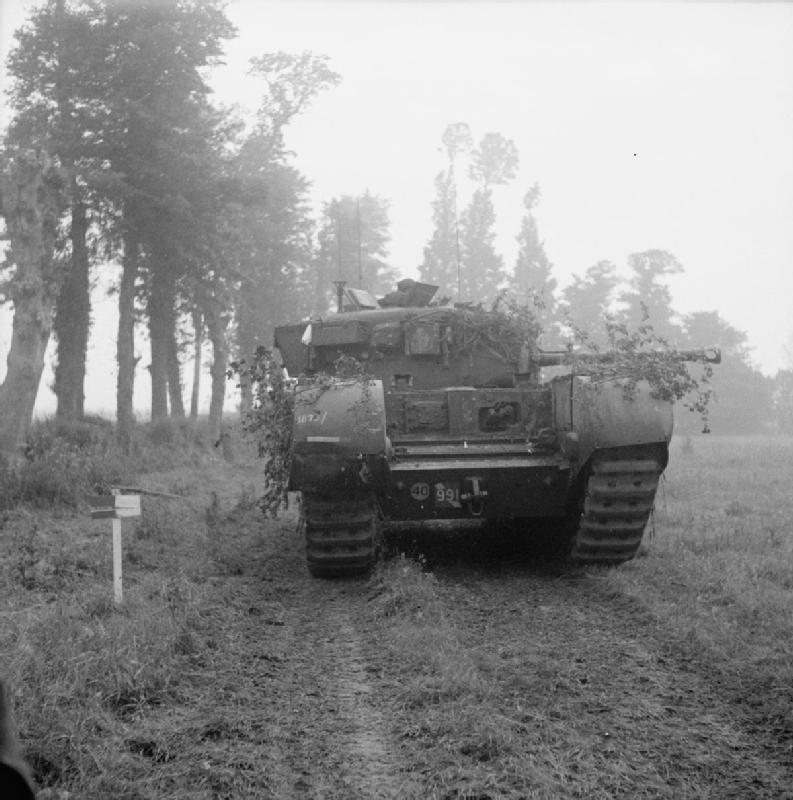
Британський танк «Черчилль» 7-го Королівського танкового полку в операції «Епсом». 26 червня 1944

#### 27 червня
Вечір та ніч з 26 на 27 червня британці не здійснили спроби продовжити атаки, тому німецьке командування дійшло висновку, що наступ британців відбито і вранці 27 червня командир 2-го танкового корпусу СС отримав наказ продовжити приготування до наступу на Байо.

Операція «Епсом». 27 червня 1944

На правому фланзі смуги наступу британських військ 1-й танковий корпус СС силами 80 танків почав контратаку, але німецькі війська були зупинені артилерійським вогнем ще до того, як вони прорвалися до позицій протитанкових гармат 49-ї піхотної дивізії. Відбивши контратаку противника, 49-та піхотна дивізія відновила наступ, і після запеклих боїв з 12-ю танковою дивізією СС, на 16:00 зайняла Роре. Діючи в такій спосіб, британці змогли відволікти німецькі війська від можливості маневру на головний напрямок наступу 8-го британського корпусу, а втрата Роре позбавила їх важливого спостережного пункту, хоча в їх руках залишалася ще височина, що знаходиться південніше від поля битви.
О 4:45 ранку британці відновили наступ за планом операції «Епсом». 10-й батальйон шотландської легкої піхоти 227-ї піхотної бригади, за підтримки танків «Черчилль» попрямував до переправи через Одон в районі села Гаврю. Шотландські гірці відразу наразилися на запеклий опір німців в обороні, і попри потужній артилерійській підготовці, не змогли просунутися вперед протягом цілого дня. У бойових діях на цьому напрямку обидві сторони зазнали значних втрат. О 7:30 в атаку перейшов ще один батальйон 227-ї бригади, 2-й батальйон, який повинен був захопити переправи біля Турмавіля через Одон, на північний захід від селища Барон-сюр-Одон. Поки гірські стрільці зв'язували боєм противника, 2-й батальйон за підтримки 23-го гусарського полку зміг без особливих труднощів дійти до Кольвіль. Втім, на підступах до села невеликий німецький гарнізон, посилений 88-мм зенітними гарматами «зустрінув» ворога вогнем впритул і спричинив британцям великих втрат. Бій застопорився на підступах до населеного пункту, британська піхота, маючи перевагу у силах, не могла продовжити подальший наступ аж до полудня. Лише близько 17:00 формування 227-ї бригади, подолавши останні осередки спротиву, прорвалися до річки, захопили міст та утворили плацдарм на протилежному березі. О 19:00 два ескадрони 23-го гусарського полку і рота зі складу 8-ї стрілецької бригади подолали Одон і закріпилися на захопленому плацдармі.
Тим часом, решта 15-ї (Шотландської) піхотної дивізії, що вийшла на рубіж Ше — Сен-Манв'є, поступово замінювалася частинами 43-ї Вессекської піхотної дивізії. 5-й батальйон 214-ї піхотної бригади підійшов до околиці Ше і несподівано виявив, що шотландські стрільці просунулися далі вперед, а їхні позиції зайняли есесівці 12-ї танкової дивізії. Після швидкоплинного бою німців вибили із зайнятих рубежів, але о 09:30 на британський батальйон розпочалася атака німецької піхоти за підтримки шести середніх танків «Пантера» 2-ї танкової дивізії. В оборонному бою, що спалахнув, британці втратили кілька протитанкових гармат, але встигли підбити більшість ворожих, відбивши атаку. Подальші атаки 2-ї танкової дивізії також були відбиті й весь фронт перетворився на «масу окремих осередків сутичок». До полудня шотландська піхота спільно з 4-ю і 29-ю бронетанковими бригадами билася за розширення захопленого виступу північніше Одона, а також прикривала тил «Горців Аргайла і Сазерленда». Пізно ввечері підрозділи 159-ї піхотної бригади 11-ї бронетанкової дивізії перевезли вантажівками через вузький «Шотландський коридор» до Турвіля, де вони спішилися і перейшли Одон вбрід, прямуючи на зміцнення захопленого плацдарму. Вночі німецьке командування посилило своє угруповання на цьому напрямку бойовою групою «Вейдінгер», що складалася з 2500 солдатів 2-ї танкової дивізії СС.

#### 28 червня
В ранкові години 28 червня на передову прибула бойова група «Фрей» з військ 1-ї танкової дивізії СС, яка перейшла під командування 12-ї танкової дивізії СС. О 8:10 командувач німецької 7-ї армії генерал Фрідріх Долльман наказав СС-обергрупенфюреру Паулю Гауссеру розгорнути його 2-й танковий корпус СС для проведення контратаки південніше Ше. Гауссер відповів, що до наступного дня атака неможлива, тому що багато формувань його корпусу все ще перебували на марші на шляху до фронту й не досягли визначених рубежів та районів. Несподівано німецьке керівництво на фронті зазнало суттєвого удару, коли дісналося, що з невідомих обставин помер генерал-полковник Ф.Долльман, а генерал-фельдмаршали Е.Роммель і Г.фон Рундштедт на той момент перебували в дорозі — вони відбули на нараду, яку терміново скликав Гітлер — і не мали інформацію про надзвичайну подію. Серед командування виникла пауза; тільки близько 15:00 командувачем 7-ю армією невідкладно призначили Пауля Гауссер, а на його посаді командувача 2-м корпусом СС змінив Вільгельм Біттріх. Фактично командування корпусом залишалося в руках Гауссера до наступного ранку, і щобільше, через відсутність Роммеля фронті на СС-обергрупенфюрера Пауля Гауссера також покладалися обов'язки щодо командування усіма німецькими військами в зоні висадки союзників. О 17:00 ще раз відбулися раптові зміни у розкладі сил: 7-ма армія під командуванням Гауссера прийняла відповідальність за зону вторгнення американських військ, а танкова група «Захід» генерала фон Швеппенбурга зосередилася на ділянці фронту, яку захопили англо-канадськими війська.

Операція «Епсом». 28 червня 1944

Британці, не маючи подібних проблем з керівництвом, продовжували методично діяти за планом. О 5:30 солдати 15-ї шотландської піхотної дивізії за підтримки танків розпочали нову атаку на селище Гренвіль-сюр-Одон. Після артилерійського обстрілу села та серії вуличних боїв до 13.00 село було взято шотландцями, а німецькі контратаки були відбиті.
О 6:00 німці почали одночасно дві флангові атаки, намагаючись «зрізати» британський виступ. Бойова група «Фрей» за підтримки «Пантер» з 21-ї танкової дивізії наступала на східному фланзі виступу північніше Одона. Група змогла прорватися до Муана і Турвіля, але потім британці контратакували її з напрямку Ше, що вилилося у важкі бої, що тривали весь день. «Фрей» вдалося опанувати Муан; контратаки британської піхоти, посиленої танками, змогли зупинити подальше просування бойової групи, але на те, щоб відбити Муан вже не лишилося сил. Британський розвідувальний патруль розвідав, що замок Маселе фактично не зайнятий, отже лінія фронту знову відкотилася до Карпіке.

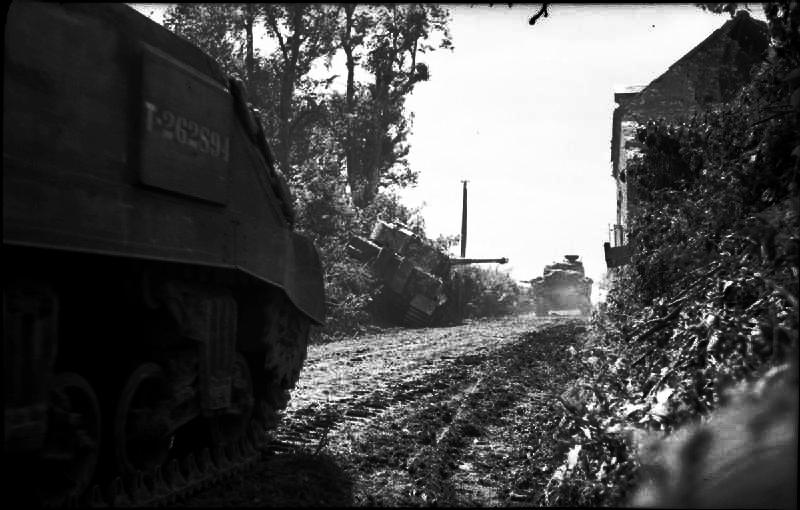
Британські танки 8-ї бронетанкової бригади рушать колоною повз підбитого німецького танку «Тигр». Операція «Епсом». 28 червня 1944

На західному фланзі виступу в наступ перейшла бойова група «Вейдінгер», якій за підтримки танків «Пантера» вдалося знову захопити Бреттевіль, Гренвіль-сюр-Одон і Мондренвіль. Британська піхота, що перейшла до оборони біля цих населених пунктів та висоти 110, міцно утримувала свої позиції, час від часу організовуючи контратаки для відбиття втраченої території. В результаті німецький наступ був зупинений: обидва угруповання есесівців не дійшли менше за 1 км до точки сходження, оточення британського виступу не відбулося.
О 09:00 «Гірці Аргайла і Сазерленда» почали наступ з плацдарму, розраховуючи захопити важливий міст північніше села Гаврю. Із затятими боями шотландці просувалися вперед, доки до обіду не здобули визначені об'єкти. Піхотні частини 11-ї бронетанкової дивізії розширили плацдарм, захопивши село Барон-сюр-Одон, а 23-й гусарський полк за підтримки піхоти вирушив на захоплення висоти 112. Шотландці захопили північний схил пагорба і скинули тих, що оборонялися на вершині 112, але далі полк не зміг прорватися через запеклий опір німецьких військ, що окопалися на зворотному схилі. 12-та танкова дивізія СС провела кілька контратак, намагаючись збити противника з панівної височини, виснажена та побита піхота гусарського полку ледве утримувала здобуті позиції, доки їх не змінив свіжий 1-й Королівський танковий полк. Але жодній зі сторін не вдалося повністю оволодіти висотою. До кінця доби 11-та бронетанкова дивізія втратила в боях на схилах висоти близько 40 танків і була з трьох сторін оточеної, водночас зміцнила свої позиції на височині.

#### 29 червня
Тим часом погодні умови над Британськими островами та Нормандією поліпшилися, і війська Гауссера, що проводили підготовку до контрнаступу на Байо, почали зазнавати постійних авіаційних і артилерійських ударів союзників, що призвело до перенесення її початку на полудень. Оцінивши дані авіаційної та військової розвідки про зосередження німецьких танкових підкріплень у районі 8-го корпусу, командувач корпусом лейтенант-генерал Річард О'Коннор запідозрив, що німці планують розпочати генеральний контрнаступ на напрямку дії його об'єднання. Північніше, на деякій відстані вів бойові дії 30-й корпус, отже правий фланг О'Коннора опинився незахищеним. Розуміючи це, генерал наказав своєму корпусу перейти до оборони. Командувач 2-ю армією лейтенант-генерал Майлз Демпсі, отримавши розшифровки шифротелеграм німецької машини «Енігма», усвідомив, що готується контрнаступ, і схвалив дії О'Коннора.

Операція «Епсом». 29 червня 1944

За рішенням командира 8-й корпус почав перегрупування для відбиття наступу противника. Союзна бомбардувальна авіація з ранку та до обід провела інтенсивні нальоти на ешелони постачання для військ Гауссера, що зосередилися в районі Евресі—Нуає—Вілле-Бокаж. Бомбардувальне командування вважало що понад 200 одиниць ворожої техніки було знищено.
Паралельно формування 8-го корпусу розпочали обманні маневри: о 8:00 1-й батальйон вустерширського полку 43-ї дивізії в пішому порядку під прикриттям артилерійського вогню, але без підтримки танків штурмував Муан. Батальйону вдалося на 11.00 ранку вибити з села німецьких солдатів 1-ї танкової дивізії СС. 7-й батальйон сомерсетської легкої піхоти окопався на дорозі, що зв'язує Кан і Вілле-Бокаж. 129-та бригада зачистила від дерев і кущів ділянку на лівому берегу Одона біля Турвіля, забезпечивши собі простір для майбутньої переправи на північ на Барон-сюр-Одон. Водночас, спроба 44-ї бригади 15-ї дивізії прорватися до Одона та з'єднатися з військами, які утримували мости біля Гаврю, провалилася, а 44-й батальйон Королівського танкового полку не зміг захопити висоту 113 північніше Евресі, у сутичках з підрозділами 10-ї танкової дивізії СС «Фрундсберг» було втрачено 6 танків. Частини 11-ї бронетанкової дивізії атакували Еське-Нотр-Дам західніше висоти 112, але невдало, втім піхота 8-ї стрілецької бригади за підтримки 3-го танкового батальйону Королівського танкового полку вибила німців із займаної позиції на південному схилі висоти.

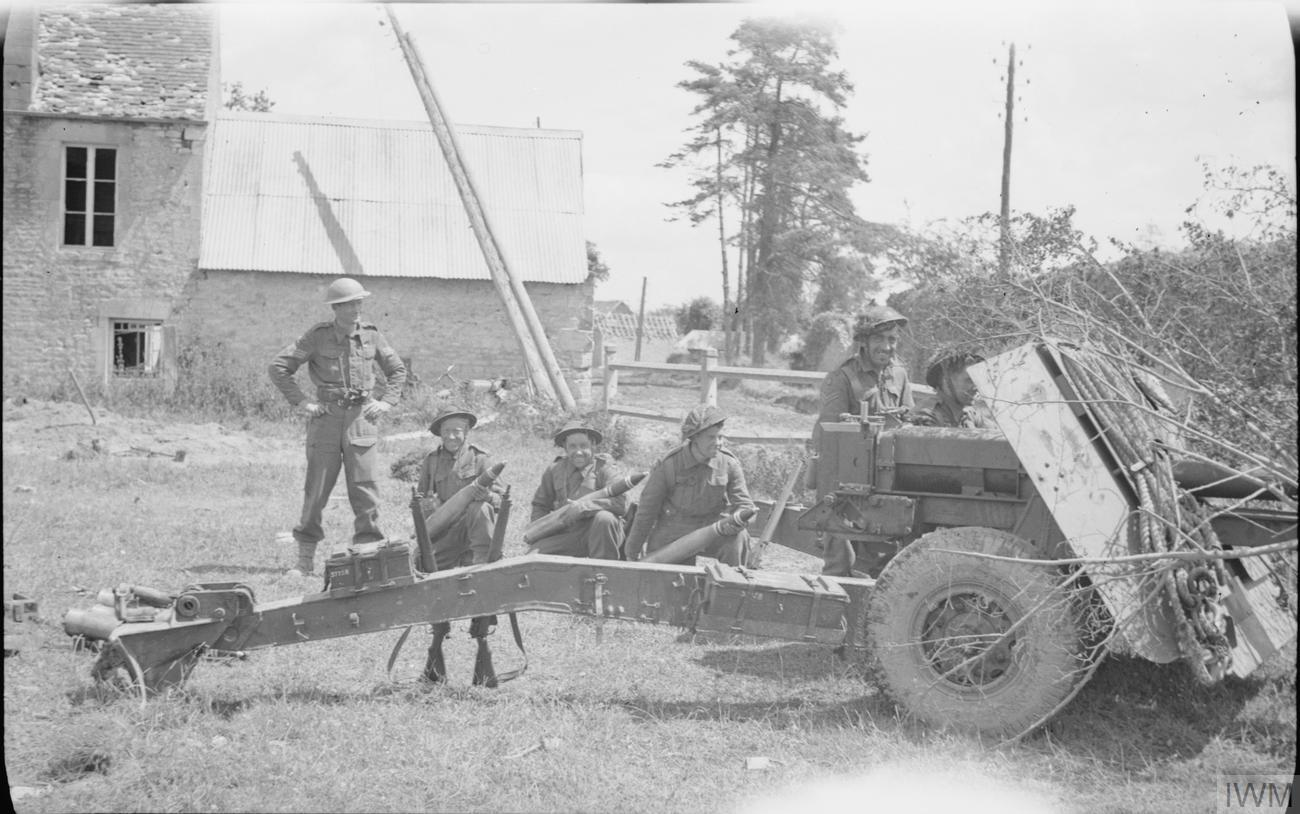
Британська 76-мм протитанкова гармата QF 17-pounder в операції «Епсом»

За задумом СС-обергруппенфюрера Гауссера 9-та танкова дивізія СС, маючи на лівому фланзі бойову групу «Вейдінгер» зрізати британський виступ північніше Одона, у той час, як 10-та танкова дивізія мала опанувати Гаврюс та висоту 112 південніше річки. О 14:00, після потужної вогневої підготовку 9-та танкова дивізія перейшла в атаку. 19-й та 20-й панцергренадерські полки СС, підтримані танками Пантера, Panzer IV та штурмовими гарматами атакували Гренвіль-сюр-Одон, ле Гаут-дю-Боск і ле Вальтрю, маючи ціллю прорив до Ше. Британська рота, що оборонялася на вістрі головного удару есесівців, була розбита і німецькі танки та піхота увірвалися до ле Вальтрю. У селі почався вуличний бій; британським протитанкистам вдалося підбити чотири німецькі танки в селі, а артилерійський вогонь впритул змусив їх піхоту, що підтримує, відступити. Спалахнули осередки окремих боїв та перестрілки поблизу Гренвіля, котрі часто переходили в рукопашні бійки. Лише британська контратака потіснила противника від важливого рубежу їх оборони. Обидві сторони вважали, що завдання виконане, але фактично, попри великі втрати союзники втримали найважливіші позиції й зберегли Гренвіль-сюр-Одон.
Близько 16:00 року британці захопили офіцера 9-ї танкової дивізії СС, який проводив розвідку. При ньому знайшли карту та зошит із стислим описом запланованих атак. Близько 1830 року німці напали на 15-ту (Шотландську) піхотну дивізію на правому фланзі. Один підрозділ відступив, і, скориставшись розгубленістю розбитого противника, німецькі танки та піхота проскочили крізь британську оборону, й деякі підрозділи навіть встигли прорватися на 3 км вглиб, перш ніж наразилися на організований опір англійців. До 23:00 наступ 9-ї танкової дивізії захлинувся і припинився.
О 14:30 перейшов у наступ перший ешелон 10-ї танкової дивізії СС. Німецька ударна група з важкими боями просувалася вперед, долаючи спротив шотландської піхоти, що захищала Гаврюс, і нарешті через п'ять годин замкнула кільце оточення навколо формування противника, який утримував плацдарм по периметру мосту північніше села. Під щільним і влучним обстрілом британської артилерії німці відступили, але англійська піхота не змогла відбити село. 2-й гренадерський батальйон 21-го панцергренадерського полку та 2-й танковий батальйон 10-го танкового полку СС, що рвалися до висоти 113, схопився в Евресі з британським 44-м батальйоном Королівського танкового полку та 2-го батальйону Королівського стрілецького корпусу, втім, попри важким боям есесівцям не вдалося окупувати пагорб. В результаті невиконання цього плану призвело до того, що атака на висоту 112 була перенесена.
З огляду на інтенсивність та потужність німецьких атак, генерал Демпсі вислав на посилення сил на плацдармі біля Одона бригаду 43-ї дивізії, що посилив периметр цього клаптика землі. У розпорядження командира 15-ї Шотландської піхотної дивізії також передали 159-ту піхотну бригаду 11-ї бронетанкової дивізії, і додатково 8-му корпусу додали щойно прибулу 53-тю (валлійську) піхотну дивізію. Вночі до сил, що тримали оборону, підійшла перша бригада цієї дивізії. Оцінивши розстановку сил та маючи намір утримати панівну висоту 112, Демпсі віддав наказ 29-й бронетанковій бригаді відступити з висоти 113 і перейти до оборони ділянки місцевості між Роре та Одоном.

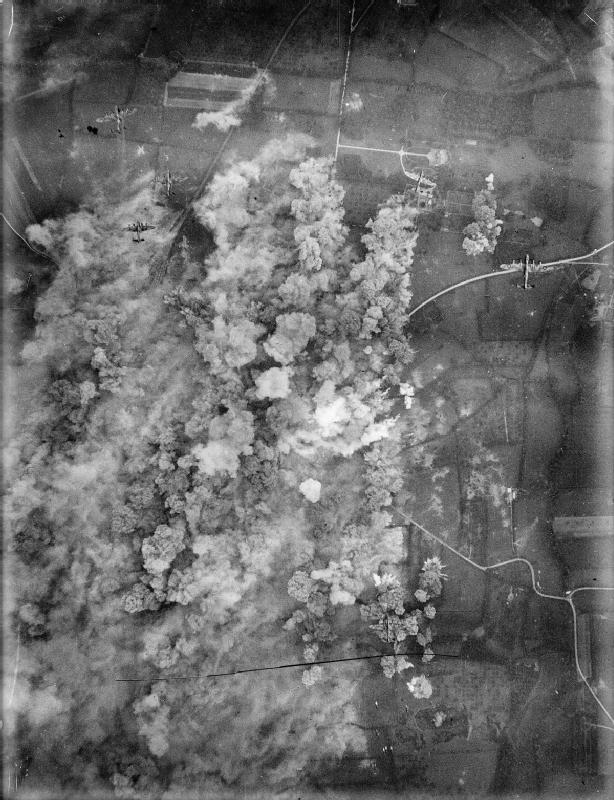
Бомбардування британською авіацією Вілле-Бокаж. Операція «Епсом». 30 червня 1944

#### 30 червня
У ніч з 29 на 30 червня Біттріх наказав продовжити наступ, сподіваючись що в темний час доби не його війська не буде впливати союзна авіація. 19-й і 20-й полки 9-ї танкової дивізії СС відновили свої атаки на Гренвіль-сюр-Одон і Ле Вальтрю, але далеко просунутися їм не вдалося через спротив, що чинили підрозділи 11-ї бронетанкової дивізії та потужний вогневої вплив британської артилерії. О 01:20 10-та танкова дивізія СС «Фрундсберг» початку висуватися в напрямку висоти 112 і на світанку під прикриттям артилерійського вогню швидко перейшла в атаку на залишені британські позиції. Не знаючи про те, що британські війська відступили напередодні з висоти, 10-та та 12-та дивізії СС стрімкою атакою атакували з південного та східного напрямків висоту 112, і до полудня її здобули. Водночас, німецький наступ на Барон-сюр-Одон не вдався — британці під прикриттям своєї артилерії провели потужну контратаку і зірвали спробу противника здобути село.

Операція «Епсом». 30 червня 1944

Зважаючи на вельми скромні результати, Вільгельм Біттріх скасував подальші наступальні дії проти 8-го корпусу. Увечері командувач 7-ї армії Гауссер поінформував штаб Роммеля про своє рішення тимчасово припинити контратаки через «наполегливий ворожий опір» та інтенсивний артилерійський вогонь союзної військової та корабельної артилерії. Командувач 2-ї британської армії генерал Демпсі, не знаючи всього цього і готуючись до відбиття подальших німецьких атак, оголосив про завершення операції «Епсом». Залишок дня обидві сторони провели, обстрілюючи один одного, перестрілки на лінії фронту поступово вщухли. Лінкор «Родні» здійснив обстріл декількох сіл, де за даними розвідки могли бути німецькі штаби. Внаслідок цього був обстріляний штаб 1-го танкового корпусу СС. Британці відступили від захоплених мостів біля Гаврю, і шотландська піхота відійшла за Одон. О 20:30 місто Вілле-Бокаж, найважливіший комунікаційний вузол німецьких військ, було знищено нальотом 250 британських бомбардувальників. Британське командування сподівалося на те, що бомбардуванням завдасть уражень німецьким військам, але в місті виявилося лише французьке цивільне населення.

### Подальші події

#### 1 липня
На світанку 1 липня 2-й танковий корпус СС, провівши більшу частину попередньої доби у перегрупуваннях, розпочав контрнаступ. У свою чергу, німецьке командування не знало, що противник завершив свою наступальну операцію й перейшов до оборони. До того ж, у регіоні встановилася похмура погода, що заважала авіації союзників підтримувати наземні війська, отже Вільгельм Біттріх вважав, що у нього з'явився хороший шанс, щоб запобігти подальшому наступу 11-ї бронетанкової дивізії через Орн. Перший ешелон 10-ї танкової дивізії СС, підтримуваний артилерійським і мінометним вогнем, перейшов в атаку, есесівці доволі швидко зайняли Барон-сюр-Одон, але до полудня їх звідти вибили підрозділи 31-ї танкової бригади. Результатом невдалого контрнаступу з висоти 112 на британські позиції стала втрата від вогню артилерії близько 300—400 солдат Ваффен-СС, що полягли на підступах до пагорба.

Операція «Епсом». 1 липня 1944

9-та танкова дивізія СС протягом доби намагалася прорвати лінію британської оборони між Роре і річкою Одон. Її війська, посилені панцергренадерами 2-ї танкової дивізії СС та вогневим прикриттям артилерії й димових завіс перейшли в наступ. Німці змогли подолати першу лінію оборони британців і були зупинені на підступах до другої позиції біля Роре та на узвишшях навколишніх пагорбів. Хоча незначним силам есесівців вдалося прорватися до Хат-дю-Бок. Подальші спроби наступу не мали успіху для німецької сторони. Крім цього, ввечері британці провели контратаку: використовуючи «Шермани» і вогнеметні танки «Черчилль», союзники відкинули німців назад і відновили позиції по першому рубежу своєї оборони. В ході цих боїв обидві сторони зазнали важких втрат.

#### Наслідки
Жодна зі сторін у цій ситуації не досягла визначених цілей. Британське командування не змогло реалізувати замисел операції з оволодіння Каном, водночас гітлерівські генерали не змогли розчленувати плацдарм союзників на дві частини та розтрощити їх поодинці. Після боїв поблизу Одона Ервін Роммель запросив у Гітлера дозволу відвести війська вермахту до Сени, де влаштувати оборону на природній перешкоді. Гітлер відмовив, заявивши, що «ми не повинні допустити маневреної війни», і посилив своє угруповання в Нормандії для ведення «агресивної і непохитної оборони». З цього часу німецькі війська перейшли до позиційної оборони по периметру плацдарму англо-американських військ. Обидві сторони прагнули поліпшити свої тактичні позиції, відбулися невеликі локальні бої, зокрема 2 липня 12-та танкова дивізія СС захопила Фонтен-Етупфур. До 8 липня німецькі війська, що протистоять 8-го корпусу, остаточно закріпилися на позиціях.
Загалом при проведенні операції «Епсом» 8-й корпус прорвав підготовлені в інженерному відношенні німецькі оборонні позиції і просунувся майже на 10 км вперед. Відповідно німці, витративши усі свої останні резерви, змогли відбитися і стримати британський наступ, і відступити з мінімальними втратами, не допустивши захоплення противником Кана. Втрати британської армії перевищили 4000 осіб, але і втрати німців становили понад 3000 військових.
Скориставшись затишшям, обидві сторони провели перегрупування своїх сил на передньому краї. У британців 53-тя піхотна дивізія змінила 15-ту дивізію на західній ділянці вторгнення, 43-та піхотна дивізія змінила піхоту 11-ї бронетанкової дивізії, яка утримувала плацдарм на річці Одон. Відповідно у німців 277-ма піхотна дивізія генерала військ зв'язку Альберта Прауна прибула на заміну підрозділів 9-ї та бойової групи 2-ї танкових дивізій СС.
За кілька днів британські та канадські війська розпочали чергову наступальну операцію «Чарнвуд» з метою захопити хоча б частину зайнятого німцями міста Кан. Паралельно стартувала операція Віндзор — запланований раніше наступ на Карпіке. В ході операції «Чарнвуд» британсько-канадські формування здобули північну частину Кана, а решта була визволена вже у липні 1944 року.